# Quận 10, Paris
Quận 10 của Paris (còn có tên là quận Enclos-St-Laurent, nhưng tên gọi này ít được dùng trong đời sống thường nhật) nằm ở hữu ngạn sông Seine. Nó được bao quanh bởi các quận 2, 3, 11, 19, 18 và 9. Con kênh Saint-Martin chảy ngầm qua Quận 10 trước khi nhập vào sông Seine.
Quận 10 không có nhiều công trình nổi tiếng, nhưng lại có hai trong 6 nhà ga lớn của Paris: Gare du Nord và Gare de l'Est.
Năm 1999, dân số của quận là 89.612 người với diện tích 289 ha, tức 31.008 người/km².